# Guido De Ranter
Guido De Ranter (Hoboken (Antwerpen), 14 maart 1954) is een Belgisch componist, dirigent en tubaïst.

## Levensloop
De Ranter studeerde solfège, tuba, kamermuziek, en muziekgeschiedenis aan het Koninklijk Vlaams Conservatorium Antwerpen. In 1978 werd hij tubaïst bij de Koninklijke Muziekkapel van de Belgische Luchtmacht te Bevekom. In 1987 werd hij tweede dirigent van de Muziekkapel van de Grenadiers te Brasschaat. In het gevolg van bezuinigingen werd de muziekkapel opgelost en in 1989 kwam hij terug naar de Koninklijke Muziekkapel van de Luchtmacht. 
Als dirigent is hij eveneens verbonden aan de Brussels Concertband en de Simaconband te Hombeek.  Vanaf 2006 is hij tweede dirigent en later tot 2010 dirigent van de Koninklijke Muziekkapel van de Luchtmacht. 
Naast vele bewerkingen van popmuziek voor HaFaBra-orkesten schreef hij ook eigen werk voor dit medium.

## Composities

### Werken voor harmonieorkest
- 1992 To be with you..., voor trompet solo en harmonieorkest
- 2006 Haexdonck  (opgedragen aan de kanunnik Jacobus Muyldermans ter gelegenheid van zijn 150e verjaardag)